# Malcolm Strachan
Malcolm Strachan (* um 1970) ist ein britischer Jazz- und Studiomusiker (Trompete, Flügelhorn, auch Gesang, Komposition) des Modern Jazz.

## Leben und Wirken
Malcolm Strachan, der aus Inverness stammt, begann mit sieben Jahren Trompete zu spielen und hatte regelmäßige Jam-Sessions mit seinem Vater am Klavier. Schon in jungen Jahren spielte er mit der Band seines Vaters Jazz-Gigs, außerdem Erste Trompete im Highland Region Youth Orchestra und besuchte Jazz-Sommerschulen in Schottland. Ab 1993 studierte er am Leeds College of Music und spielte in der lokalen Musikszene in verschiedenen Bands. Nachdem er 1996 das College abgebrochen hatte, gründete er mit den schottischen Musikern Jason Rae und Atholl Ransome The Haggis Horns, mit der er Engagements in verschiedenen Clubs in Leeds hatte. Das Trio bildete dann die Bläsergruppe der Funk-Band The New Mastersounds, zu hören auf deren Debütalbum Keb Darge Presents the New Mastersounds (2001).
Mit The Haggis Horns, die zum Septett wurden, trat Strachan weiterhin auf und nahm 2017 deren viertes Album One of These Days auf. Des Weiteren arbeitete er als viel beschäftigter Sessionmusiker in Großbritannien, u. a. mit Mark Ronson, Amy Winehouse, Corinne Bailey Rae (Put Your Records On, 2006), Jamiroquai (Rock Dust Light Star), Martha Reeves & the Vandellas, Jesse Glynne, der Craig Charles Fantasy Funk Band, Black Honey, dem Cinematic Orchestra  und der Band Blue. Aufnahmen entstanden auch mit The 3 2 65s und dem Eddie Roberts Quintet. 2020 legte er sein Debütalbum About Time bei Haggis Records vor, eine Sammlung von Originalkompositionen, die im klassischen akustischen Modern-Jazz-Stil verwurzelt sind.

## Diskografie
- 2021 About Time[4]
- 2021 Point of No Return